# Kręć! Jak kochasz, to kręć!
Kręć! Jak kochasz, to kręć! è un documentario del 2010 diretto da Andrzej Wajda.
In questo film il regista presenta la biografia del suo collaboratore di lunga data, il direttore della fotografia Edward Kłosiński. Il film utilizza frammenti di film alla cui produzione ha partecipato Kłosiński.